# Noie Werte
Noie Werte war eine 1987 gegründete und 2010 aufgelöste deutsche Rechtsrock-Band.

## Bandgeschichte
Die Band wurde in der Nähe von Stuttgart gegründet und stieg in den 1990er Jahren zu einer bekannten Band in der Rechtsrock-Szene auf. Sänger und Kopf der Band war seit 1988 der Rechtsanwalt Steffen Hammer aus Reutlingen, der auch solo als „nationaler Liedermacher“ auftrat. Der erste Auftritt als Band fand zusammen mit Boots & Braces in Schwäbisch Gmünd statt.
Zur Gründungsbesetzung der Band gehörten Michael Wendland und Oliver Hilburger. Der langjährige Gitarrist Wendland war zeitweise Landesvorsitzender der NPD in Baden-Württemberg. Die anderen Mitglieder der Band wechselten häufig. Hammer entließ den Schlagzeuger Ende 1998 angeblich wegen der Herkunft seiner Freundin. Die Band stand danach vor der Auflösung und musste sogar über Anzeigen in Fanzines einen neuen Schlagzeuger suchen.
Der Bassist und spätere Gitarrist Hilburger war „Urgestein der rechten Szene“ und ehrenamtlicher Richter beim Arbeitsgericht Stuttgart (auf Vorschlag der Christlichen Gewerkschaft Metall) sowie gewählter Betriebsrat für die CGM im Daimler-Werk Untertürkheim. Außerdem war er im Landesvorstand der CGM als Beisitzer tätig. Im Mai 2007 wurde bekannt, dass Hilburger Mitglied der Band ist, und er musste auf Druck der Betriebsöffentlichkeit zurücktreten. Obwohl er sein Amt als Arbeitsrichter behalten wollte, enthob ihn das Landesarbeitsgericht Baden-Württemberg im Januar 2008 dieses Amtes. Das Gericht kam in Auseinandersetzung mit den Liedtexten von Noie Werte und dem Auftreten der Band zu dem Schluss, dass diese Assoziationen zum nationalsozialistischen Regime weckten, gewaltverherrlichend seien und von einer verfassungsfeindlichen Ideologie zeugten. Eine Beschwerde gegen die Amtsenthebung vor dem Bundesverfassungsgericht hatte keinen Erfolg, woraufhin Hilburger Noie Werte verließ.
Die rechtsextremistische terroristische Vereinigung Nationalsozialistischer Untergrund nutzte im März 2001 die Titelstücke der Alben Am Puls der Zeit (2000) und Kraft für Deutschland (1991) zur musikalischen Unterlegung des ersten ihrer Bekennervideos. In dem unveröffentlichten Video verherrlicht der Nationalsozialistische Untergrund die Ermordung von Enver Şimşek am 9. September 2000 in Nürnberg, die der terroristischen Vereinigung zur Last gelegt wird. Im Dezember 2011 – und auch später wieder – distanzierte sich Oliver Hilburger von den Taten des Nationalsozialistischen Untergrundes und erklärte, sich seiner Verantwortung als ehemaliges Mitglied der Band Noie Werte zu stellen. Im November 2017 musste Hilburger vor dem baden-württembergischen NSU-Untersuchungsausschuss aussagen und erklärte dort, für ihn habe die Musik im Vordergrund gestanden; die Texte hätten der Provokation gedient. Ihm wurde vorgehalten, dass er 2001 eine Besuchserlaubnis für den damals inhaftierten mutmaßlichen NSU-Unterstützer Jan Werner beantragt hatte, er bestritt aber jeden eigenen Kontakt mit dem NSU-Trio.
Steffen Hammer arbeitet als Rechtsanwalt in der gleichen Kanzlei in Stuttgart und Rastatt wie die Anwältin Nicole Schneiders, die den der Unterstützung des NSU verdächtigten Ralf Wohlleben verteidigt und dessen Stellvertreterin im Vorsitz des Jenaer NPD-Kreisverbandes sie bis 2003 war. Die Ehefrau von Steffen Hammer, Meike Hammer, arbeitet als parlamentarische Beraterin für die Fraktion der Alternative für Deutschland im Landtag von Baden-Württemberg. Steffen und Meike Hammer wurden im Verfassungsschutzbericht des Landes Baden-Württemberg als „gewaltbereite Rechtsextremisten“ geführt. Oliver Hilburger gründete 2010 die gewerkschaftliche Liste Zentrum Automobil.
Im Dezember 2010 gab Noie Werte ihre Auflösung über die eigene Website bekannt.

## Veröffentlichungen
Die Band hat sieben Alben auf ihrem eigenen Label G.B.F. Records veröffentlicht. Die Themen der Lieder gehen von Wikinger-Mythen über Skinhead-Kult, Deutschnationalismus und Ausländerfeindlichkeit bis zu Balladen über deutsche Heimatvertriebene. Die 1991 erschienene CD/LP Kraft für Deutschland (veröffentlicht auf dem französischen Rechtsrocklabel Rebelles Européens) wurde am 28. November 1992 durch die Bundesprüfstelle für jugendgefährdende Medien indiziert, da ihr Inhalt laut Begründung „zu Gewalttätigkeit und Rassenhass reizt und immanent nationalsozialistisches Ideengut vertritt“.
2004 veröffentlichte die Band zusammen mit der rechtsextremen Liedermacherin Annett Moeck unter dem Namen Faktor Widerstand die CD Wir sind dabei ebenfalls bei G.B.F Records. Die Texte der musikalisch an Ina Deter angelehnten CD sind rechtsextrem, vor allem sozialchauvinistisch und verherrlichen den Nationalsozialismus. Noie Werte und Faktor Widerstand sind auch auf der von Neonazis aus dem Umfeld der Freien Kameradschaften 2004 zu Propagandazwecken erstellten Schulhof-CD Anpassung ist Feigheit. Lieder aus dem Untergrund und den beiden Schulhof-CDs der NPD 2004 und 2005 vertreten. 2008 erschien nach über 8 Jahren wieder ein neues Album der Band, dieses trug den Namen Zwanzig. Im Jahr 2010 veröffentlichte die Band ihr letztes Album mit dem Titel Verraten & Verzockt.

## Bedeutung
Noie Werte zählte zu den erfolgreichsten rechtsextremen Bands der deutschen Szene. Laut eigenen Angaben setzten sie von ihren ersten drei Alben jeweils mehr als 15.000 Exemplare ab. Sie war auch international erfolgreich und spielten weltweit Konzerte. Steffen Hammer, Oliver Hilburger und weitere Mitglieder der Band führten das Plattenlabel und den Versand German-British Friendship (G.B.F. Records), das ab Mitte der 90er Jahre maßgeblich zur Ausweitung des Neonazi-Musiknetzwerkes Blood and Honour von Großbritannien nach Deutschland beitrug.

## Diskografie

### 1990Kraft für Deutschland(LP; indiziert)
- 1996: Sohn aus Heldenland (Album)
- 2000: Am Puls der Zeit (Album)
- 2004: Noie Werte – live (Album)
- 2008: Zwanzig (Album)
- 2009: Noie Werte – Unplugged (Album)
- 2010: WIR! (Maxi-CD)
- 2010: Verraten & Verzockt (Album)

### DVD
- 2009: Noie Werte – Die Besessenen